# Doriaella
Doriaella är ett släkte av insekter. Doriaella ingår i familjen Pyrgomorphidae.
Kladogram enligt Catalogue of Life:
| Doriaella | \| \| Doriaella cheesmanae \| \| \| \| \| \| Doriaella cinnabarina \| \| \| \| |
|           | \| \| Doriaella cheesmanae \| \| \| \| \| \| Doriaella cinnabarina \| \| \| \| |
|           | Doriaella cheesmanae                                                           |
|           |                                                                                |
|           | Doriaella cinnabarina                                                          |
|           |                                                                                |